# 米勒山谷狼人
- 關於俄羅斯相似規則的遊戲，請見「杀手 (1986年游戏)」。
- 關於在中港台地區流行相似規則的遊戲，請見「狼人殺」。

米勒山谷狼人（英語：The Werewolves of Miller's Hollow）是一種衍生自俄羅斯的殺手遊戲的多人紙牌遊戲，一般由8到18人組成，最多可達47人。該遊戲由法國人Philippe des Pallières和Hervé Marly創作，至今已推出三個版本，分別是基本版、新月版（New Moon）與村落版（The Village）。米勒山谷狼人遊戲經遊戲內容和規則增修而成為在中港台地區流行的狼人殺桌面遊戲。在日本流行的相似遊戲稱為「汝は人狼なりや?」（汝是狼人嗎？）或（狼人遊戲），并且因为川上亮的《人狼游戏》系列小说和改编电影广为人知。

## 遊戲玩法
玩家分成兩大陣營：「狼人」和「村民」。
狼人在黑夜吞噬一名玩家，而村民則在白天通過發言整理信息、盤出邏輯、試圖找出狼人，並在每個白天的結束前進行投票將一位玩家處決。在遊戲的開始村民並不知道任何信息，而狼人互相認識。由主持人（上帝）作為遊戲中間角色。遊戲就在白天和黑夜之間交替進行。隨著身份和角色的搭配，使遊戲目標改變，用語言和表情騙過其他人是此遊戲的最大特色。在一些特殊情況之下，可能會出現「第三方」陣營，而第三方陣營的勝利將優先於狼人與村民陣營。
村民必須除掉所有狼人才能獲得勝利。狼人必須殺死場上所有村民才能獲勝。

## 身份
| 角色          | 角色             | 角色                        | 功能 |
| ------------- | ---------------- | --------------------------- | --- |
| 基本篇        | 狼人             | Werewolf                    | 每個黑夜可吞噬一人。如果狼人團隊無法統一擊殺目標則根據多數人意見決定吞噬對象。 |
| 基本篇        | 村民             | Simple Villager             | 沒有任何能力，只能通過白天投票將狼人處死。夜晚時被狼人吞噬前一直相伴。 |
| 基本篇        | 警長             | Sheriff                     | 警長身分不會與其他角色在遊戲開始前分發。在遊戲初期，玩家可以競選警長，競選中票數最高的玩家成為警長，獲得兩票的權力。 |
| 基本篇        | 預言家           | Seer                        | 每個黑夜可以查看一位存活玩家的身份卡。 |
| 基本篇        | 女巫             | Witch                       | 擁有一瓶毒藥和一瓶解藥，於黑夜可用藥。解藥可救被狼人呑噬之人，毒藥可毒殺一名存活的玩家。解藥可以用於自救(有些版本无法自救)。 |
| 基本篇        | 獵人             | Hunter                      | 當被狼人吞噬或在白天被投票處決時，獵人必須開槍殺死一名存活的玩家。 |
| 基本篇        | 丘比特           | Cupid                       | 在準備階段指定一對玩家成為情侶，情侶之間不能在處決投票中投票給對方。當其中一位死去時，另一位必須殉情。若情侶屬於不同陣營則情侶成為第三方勢力，獲勝條件改為殺死情侶以外的其餘所有的玩家。 |
| 基本篇        | 小偷             | Thief                       | 在開始發牌前額外加入兩張普通村民角色卡。主持人發牌後將剩下的兩張卡朝下放在桌子。小偷可以在第一個黑夜選擇一張身分卡，並以該身分繼續遊戲。如果兩張身分卡均為狼人，則必須選擇成為狼人角色。 |
| 基本篇        | 小女孩           | Little Girl                 | 可在狼人行兇期間偷偷睜眼，若被狼人發現則馬上代替被吞噬的玩家死亡。小女孩不可冒充狼人睜大眼睛。 |
| 一擴 新月篇   | 白痴             | Village Idiot               | 在白天被村民投票處決時公布身分卡以免受處決，但此後不能再參與處決投票。白痴以其他方式被殺死均會立即死亡。 |
| 一擴 新月篇   | 長老             | Elder                       | 長老被狼人吞噬兩次才會死亡，但以其他方式死亡則會立即死亡。當長老死於狼人吞噬以外的方式時，村裡所有擁有特殊能力的角色都會失去他們的能力。長老第一次被吞噬不會受狼教父的能力影響。長老被女巫使用解藥救活時只會有一條命。 變體規則：如果白痴曾被投票處決而公布身分，會隨著長老死亡。                                                                                                |
| 一擴 新月篇   | 替死鬼           | Scapegoat                   | 又稱「替罪羊」。處決投票平手時，改為處決替死鬼。替死鬼被處決時可安排那些玩家獲得下一回合的投票權。 |
| 一擴 新月篇   | 守衛             | Defender                    | 每個黑夜可以守護任意一位玩家（包括自己）使其免於被狼人吞噬。守衛不能連續兩晚守護同一位玩家。守護對被狼人抓到的小女孩、吹笛人的迷惑和狼教父的感染無效。 |
| 一擴 新月篇   | 吹笛人           | Piper                       | 吹笛人每天晚上可迷惑兩位玩家，而每晚被迷惑的人會互相確認。吹笛人將其他所有生還的玩家全部迷惑就可以獲勝。如果被狼教父感染則成為普通狼人。吹笛人不能迷惑自己。迷惑不會在情侶之間傳播。 |
| 二擴 村落篇   | 縱火狂           | Pyromaniac                  | 使用角色需加入建築物。縱火狂在遊戲中有一次機會可以選擇一棟建築物，主持人將「火」牌放在建築物上。到白天，有「火」牌的建築物被燒毀，原屋主不會被燒死，而會變成流浪漢。如果被燒毀的房屋屋主當晚成為狼人目標，那麼最接近屋主右邊的狼人被燒死，屋主倖存。 |
| 二擴 村落篇   | 白狼             | White Werewolf              | 白狼會和狼人一起行動，一起吞噬村民。但隔夜其他狼人入睡後，可以選擇殺死一隻狼人。獲勝條件是殺死其他的村民。 |
| 二擴 村落篇   | 誹謗者           | Scandalmonger               | 亦作「烏鴉」。使用角色需加入建築物。每個夜晚最後，狼人入睡後，誹謗者可以選擇一名玩家。主持人將「匿名指控海報」放在該玩家的建築物前。下一次投票時該玩家會被默認被多投一票。雖然酒吧老闆不能被村落處決，誹謗者仍可以將海報放在酒吧。誹謗者不能對流浪漢使用能力。 |
| 三擴 角色擴展 | 村民-村民        | Villager-Villager           | 亦作「高級村民」、「村民中的村民」。身分卡正反面都是村民圖案，是毫無疑問的村民。 |
| 三擴 角色擴展 | 兩姐妹           | Two Sisters                 | 第一個夜晚相認。隨後（主持人決定適合的時候）可以共同在夜裡商量決定白天的投票對象，在白天必須投給該名對象。 |
| 三擴 角色擴展 | 三兄弟           | Three Brothers              | 同上，但是有三個人是三兄弟身分。 |
| 三擴 角色擴展 | 天使             | Angel                       | 加入天使時將從白天開始，玩家作出討論及處決投票，如果天使在第一回合被投票處決或狼人吞噬，則單獨勝出；若沒有在第一回合被殺死則作為普通村民繼續遊戲。 |
| 三擴 角色擴展 | 口吃法官         | Stuttering Judge            | 在第一個夜晚告知一個動作予主持人，在白天的投票完結後，每局遊戲有一次機會可偷偷向主持人作出動作，主持人會宣佈立即再進行一次投票。 |
| 三擴 角色擴展 | 鏽劍騎士         | Knight with the Rusty Sword | 當鏽劍騎士在夜晚被狼人吞噬後，在下一個夜晚，鏽劍騎士左手邊的第一個狼人將會死亡。 |
| 三擴 角色擴展 | 狐狸             | Fox                         | 每個黑夜睜眼，可指向一名玩家，連同左右兩旁的玩家，若有至少一名狼人，主持人會作出提示；若三名玩家都不是狼人，狐狸將失去能力。狐狸可以於任何夜晚放棄使用能力。 |
| 三擴 角色擴展 | 馴熊人           | Bear Tamer                  | 如果在晚上，訓熊人左右兩位玩家當中至少有一名狼人，則隔天早上主持人宣布「昨夜，熊咆哮了」。若馴熊人的左右兩位玩家皆非狼人，則主持人將會宣布「昨夜，熊沒有咆哮」。訓熊人只偵查場上玩家，死去的玩家將不計算在訓熊人的左右兩側。若被狼教父感染，除非馴熊師死亡，否則主持人每輪都要宣布熊有咆哮。                                                                                     |
| 三擴 角色擴展 | 演員             | Actor                       | 在開始發牌前額外加入任意三張村民角色卡。主持人發牌後將三張卡朝上放在桌子。演員可以在三個黑夜分別選擇一張卡並使用其技能直到隔天夜晚，使用過的身份将被移出不再使用，在三輪過後作為普通村民繼續遊戲。 |
| 三擴 角色擴展 | 忠誠的僕人       | Devoted Servant             | 當一名玩家即將被處決時，他可以在該玩家翻開身份卡之前先翻開自己的角色卡表明身分。如此他失去自己的身分並定即將被處決的玩家的身分。 - 如果忠誠的僕人是情侶之一，則不能使用技能。 - 忠誠的僕人不會繼承被處決玩家或自己原有的任何狀態，如警長職位、情侶、吹笛人的迷惑等等，但如果原本已經被狼教父感染則仍然被感染。                                                                   |
| 三擴 角色擴展 | 心懷偏見的陰謀家 | Prejudiced Manipulator      | 主持人會根據明顯的特徵將玩家分成兩派並大聲宣布，他需要將不屬於自己組別的其他人消滅（包括村民及狼人），場上只有自己的組別時可單獨獲勝。被狼教父感染則成為普通狼人。 |
| 三擴 角色擴展 | 野孩子           | Wild Child                  | 野孩子在第一個晚上選擇另一名玩家作為榜樣，若榜樣出局，野孩子將會在下一個夜晚變成狼人。野孩子可以投票處決自己的榜樣。 |
| 三擴 角色擴展 | 狼犬             | Wolf-hound                  | 狼犬可以在第一晚決定自己作為狗（村民）或狼人進行遊戲，一經選擇不可再改變。 |
| 三擴 角色擴展 | 大灰狼           | Big Bad Wolf                | 只要沒有狼人、野孩子或獵狼犬死亡，每一個夜晚，他會單獨醒來，並多消滅一人。 |
| 三擴 角色擴展 | 狼教父           | Accursed Wolf-father        | 狼人選擇當夜吞噬目標後，狼教父有一次機會可以選擇改為將其感染而不非殺害。玩家的夜間能力保留並在第二晚作為狼人繼續遊戲，但感染天使將會被反噬而死。 |
| 三擴 角色擴展 | 吉普賽人         | Gypsy                       | （需要一擴新月事件）主持人從「新月」中拿出五張招魂卡，之後每個黑夜喚醒吉普賽人並詢問是否使用能力。如果使用，主持人念出吉普賽人選出的招魂卡上的四條問題讓其選擇其中一條，吉普賽人再選擇一名存活的玩家問出此問題。第二天清晨，被指定的玩家要大聲問出該問題，並由首位死亡的玩家回應「是」或「否」，之後把該張新月卡移除。                                                           |
| 三擴 角色擴展 | 公告員           | Town Crier                  | （需要一擴新月事件）由警長選出；警長不能選擇自己成為公告員；如果公告員成為警長則必須將公告員職務移交他人。公告員被殺死，警長需選出新任公告員；警長被殺死，新警長可替換或保留公告員。遊戲開始前，主持人選出部分新月事件卡（與吉普賽人的招魂卡分開）交給公告員。每天清晨主持人要詢問公告員是否有事宣布，公告員可選擇宣布他選擇的事件卡。在宣讀事件直到投票前，警長可以替換公告員。 |

## 遊戲流程
在確定主持人及所有玩家身份後（抽籤決定），遊戲開始。
準備階段
（僅在第一回合執行）
1. 主持人說：「天黑了，所有人請閉眼」；
2. 所有玩家閉上眼睛，不可發出聲音；
3. 主持人說：「小偷醒過來」；此時小偷睜眼執行換牌；
4. 主持人說：「小偷閉眼，丘比特醒過來」；此時丘比特睜眼指定一對玩家作為情侶；主持人輕碰這兩人示意他們為情侶；
5. 主持人說：「丘比特閉眼，情侶醒過來」；此時被丘比特指定的玩家睜眼確認對方；
6. 主持人說：「情侶閉眼」；

準備階段結束。
黑夜階段
1. 主持人說：「預言家醒過來」；此時預言家睜眼，指定任意一個玩家，由主持人翻開該玩家的身份給預言家。（即使預言家不在遊戲中都要執行此步驟）；
2. 主持人說：「預言家閉眼，狼人醒過來」；此時所有狼人玩家開眼確認對方；
3. 主持人說：「狼人殺人」；狼人開始殺害一個村民，其中不能發出任何聲音。此時小女孩亦可偷偷睜開眼睛確認狼人身份；
4. 主持人說：「狼人閉眼，女巫醒過來」；此時主持人指著此夜的遇難者詢問女巫：「是否使用魔法」，此時女巫可選擇是否使用魔法去救人或殺人（即使女巫不在遊戲中都要執行此步驟）；
5. 主持人說：「女巫閉眼，吹笛者醒過來」；吹笛者選擇兩個村民被迷惑，主持人輕敲這兩人的頭；
6. 主持人說：「吹笛者閉眼，被迷惑的人醒過來」；被迷惑的人醒過來互相確認，之後閉眼。

白天階段
1. 主持人說：「白天到了，所有人睜眼」。主持人指出晚上被殺害的村民，並翻開身份卡退出遊戲不能說任何話；如果遇難者是獵人，則必须反殺另一個玩家；如果死去的是情侶之一則另一個情侶玩家也要翻開自己的身份卡并出局；
2. 其餘玩家可自由討論昨晚的事件並找出狼人的身份；
3. 討論結束後由主持人宣佈表決，所有活著的村民要同時用手指向他要指控的罪犯。得到最多指控數的玩家要翻開身份卡並退出遊戲不能再發表意見。（警長的票數是2票。)；
4. 下一個黑夜降臨，主持人說：「天黑了，所有人請閉眼」，開始執行黑夜階段，直至分出勝負。

## 建築物
根据这些道具卡片中的一些角色，分配相应的建筑，角色的功能分为两种：
1. 永久生效。包括流浪汉的身份。
2. 一次生效。这些角色的权力只能使用一次，未使用时，游戏者持有道具卡片；一经使用，则将卡片交还主持人，同时失去人物角色的功能。一次生效的建筑可以再次激活。

14张建筑卡片分列如下：
农场
人物：村長（永久生效）
背景：在乡村，村民的数量很多，他们的影响力也很大......
- 第一晚过后，村民就开始讨论，并在他们之中选出村长。
- 投票時，村長的票數是2票。
- 如果村长出局，则由他在剩下的有农场的村民中指定继任者。
- 如果所有的村民都出局，则再无村长一职。

教堂
人物：神父（一次生效）
背景：神父聆听前来祷告的人的忏悔......
- 白天的任何一个时候，神父可以指定任何一个人到教堂忏悔，被指定的游戏者必须悄悄地将他的身份牌给神父看。
- 神父为忏悔者祷告之后，则失去此特殊功能，并将道具卡片交还主持人。

破房子
人物：江湖郎中（一次生效）
背景：几秒钟内，神通广大的江湖郎中就可让您返老还童......
- 白天的任何一个时候，郎中可以让已经使用过的功能再次返还给游戏者。
- 医疗过的郎中失去特殊功能，将道具卡片交还主持人。

学校
人物：教员（永久生效）
背景：村庄的教员总是训斥那些喜欢指指点点的人......
- 每天投票之前，教員可以禁止兩位或以上遊戲者此輪投票。教員從不參與投票。
- 教员和被禁止投票的人可以参与村庄的讨论。
- 教员可以禁止酒吧老板投票。
- 教员不能禁止流浪汉投票。

面包房
人物：面包师傅（永久生效）
背景：麵包師傅是村莊里起得最早的人，準備每天的第一爐麵包。有時，在第一縷晨光降臨之前，他能瞥見狼人吞完人的駭狀......
- 每晚，面包师傅在主持人说完“狼人闭眼”后马上睁开眼睛。几秒钟后，主持人请面包师闭上眼睛。

理发店
人物：理发师（一次生效）
背景：理发师以其高超技艺受人敬仰。然而他有时也会利用手中的剃刀自行决断，以让他怀疑的人出局......
- 白天任何一个时候，理发师可以用剃刀杀死一位游戏者。
- 如果被杀死的是狼人，则受到村庄的表彰，可以继续行使权力。否则，理发师也出局。
- 理发师不能杀流浪汉。
- 权力使用过后，理发师失去特殊功能并将道具卡片交还主持人。

法院
人物 : 司法官（永久生效）
背景：在遵守法律的情况下，司法官将空房子借给流浪汉居住使用......
- 有空建筑时，司法官可以指定一名流浪汉居住到房子里。此时，流浪汉交还给主持人包袱卡片，并得到一张建筑相应的卡片。
- 如果一个白天中有好几个空房子，则可以有好几个流浪汉得到房子。

注意：如果司法官出局，則意味著空房子將無法分配。因此，流浪漢如果想得到居住權，則得辦法法保全司法官。
酒吧
人物 : 酒吧老板（有条件，永久生效）
背景：为了使生意兴隆，酒吧老板谁也不得罪。尤其是在清晨，酒吧还营业的时候......
- 狼人不能吞食酒吧老板，村民也不能投票处决他。
- 根据传统，每次大家投票前，酒吧老板先单独进行投票。
- 如果他投票的那个人正是大家投票处决的人（即使是缓刑），那么酒吧老板则失去豁免权和道具卡片。

城堡
人物：城堡主人（一次生效）
背景：城堡主人傲慢的举止总让人很讨厌，但他是唯一一个可以决定缓刑的人。因此，城堡主人还是受到大家的尊重，最好还是跟他保持好关系......
- 在任何一次投票结束后，将要被处决的人可以向城堡主人申请缓释，只有被大家投票决议处决的人才可以申请缓释。
- 获得缓释的游戏者继续游戏，并保持身份牌的保密。
- 自私的城堡主人可以缓释自己。
- 使用过缓释权力之后，城堡主人失去特殊功能并将道具卡片交还主持人。

流浪汉
没有房子（永久生效）
背景：这些居无定所的可怜的人们只求能够在村庄中找到一席之地，把自己变成一个有用的人......
- 学校教员、理发师、乌鸦（诽谤者）和纵火犯的权力并不适用于流浪汉。
- 有空建筑时，司法官可以指定一名流浪汉居住到房子里。此时，流浪汉交还给主持人包袱卡片，并得到一张建筑相应的卡片。
- 流浪汉可以拒绝司法官的安排。

## 變體規則
因為地域關係以及娛樂性，狼人遊戲存在許多變體規則。變體規則通常在遊戲最初便加入遊戲，添加整場遊戲的樂趣。
变体规则一：月光
玩家们坐在户外的星空下，在主持人周围围成一圈，主持人在每个人面前点上一小根蜡烛。出于渲染氛围的目的，玩家们可以穿上恰当的服装，并播放应景的音乐，但这不是必须的。
游戏正常进行，不同的是每天早晨来临时，主持人会吹熄被狼人杀害的玩家面前的蜡烛。
主持人可以加入一点对狼人阵营不利的改动：狼人必须自己去熄灭被害者的蜡烛。如果不只一根蜡烛被熄灭，则今晚没有受害者。
变体规则二：村镇聚落
当游戏人数过多时，可以创造多个村庄。
每座村庄分别在不同的房间内，如果在户外，则每组村庄间隔2公尺左右。
每座村庄都需要进行完整的游戏，建议每座村庄内都有一个主持人，但可以同时进行所有村庄的日夜交替。
玩家可以在除夜晚或私刑法庭投票的任何时候离开当前村庄并前往其他村庄。决定更换村庄的玩家带着她的身份卡离开当前桌子，来到其他村庄的房间门口，敲门并等待直到有人准许她进入。
为了避免产生太多麻烦，主持人可以限制村庄之间来往的人数。
可能会有多名相同身份的村民聚集在一座村庄，也有可能狼人觉得这座村庄太过危险而放弃这里。如果一座村庄内所有的狼人都离开了这里，则这座村庄的村民获得胜利。
变体规则三：「无论如何，它一定不是他！」
在召开私刑法庭决定处决对象时采用新的投票方式，此项变体规则可以在游戏中的任何时候加入游戏。
所有活着的玩家起立，上一位被处决的玩家的左手边的玩家指定一位村民，并保证那位玩家是清白的；被保证的村民坐下，并指定另外一位村民，保证她的清白。
投票招此方法进行，直到最后仅剩一人站着，那位玩家就是这次将被处决的对象。在此过程中，玩家可以讨论。
变体规则四：墙上的涂鸦
此项变体规则可以和其他变体规则一起使用。
所有活着的玩家，在纸条上写一段话，并交给主持人，每一条留言都要保持匿名。留言的内容没有任何限制，可以是对某人的怀疑、警告、评论、谴责、抱怨、示爱等等。主持人收集完纸条后以随机的顺序读出所有纸条上的留言，之后村民开始入睡。
变体规则五：双重身份
a)简单模式（建议7至9名玩家进行游戏，如果想要更多人进行游戏，则需要第二套基本版游戏）
主持人将以下身份卡面朝上分发出去：预言家、猎人、女巫、丘比特、守卫、长老、替死鬼以及最多2张普通村民，这是玩家的公开身份，此身份让所有人知道。
然后，主持人将以下身份卡面朝下分发出去：2张狼人及5至7张普通村民，这是玩家的阵营卡，此身份只有自己知道。
每名玩家在死亡之前都要将自己的阵营卡保密。
狼人阵营的玩家需要杀掉所有村民阵营的玩家，反之亦然。
不要使用以下角色：小偷、小女孩、傻瓜、吹笛人。
b)复杂模式
和「简单模式」类似，主持人面朝下给每位玩家分发2张身份卡，这些卡将保持不公开状态。
在此变体规则下可能发生任何情况：女巫可以是预言家，猎人可以是守卫，长老可以是替死鬼，等等。
当玩家的两张身份有至少一张狼人时，他就是狼人阵营。如果这位玩家的另一张身份有特殊能力，他也可以照常使用。
变体规则六：米勒山谷收获祭
這種玩法建議加入更多狼人牌。許多角色的能力發生了改變：
1. 狼人：狼人只能吞噬坐在某位狼人身边的玩家。
2. 预言家：因為预言家喝醉了，他無法進行準確的預言。他將會知道他指定的人以及其左右兩個人的職業，但不會知道哪個職業確切屬於誰。
3. 獵人：獵人只能射殺他左右兩邊的人。
4. 守衛：守衛只能保護自己以及左右兩邊的人。連續兩晚仍然不能保護同樣的人。
5. 小偷：小偷必須要在第一晚與一名玩家換牌，而非與兩張底牌交換。每名玩家在隔天早晨都要检查自己的身份。
6. 警長：為了村莊的和平，警長加強了自己的權力；每天早上，在警長投票之前，其他人不得開始投票。
7. 吹笛者：吹笛者每晚只能蠱惑一個人。
8. 小女孩：小女孩不能在狼人出沒時偷看，而改於在女巫出現時偷看。
9. 替死鬼：替死鬼不再於出現平票時死去，而是在他左右兩邊的玩家有人死亡時，代替他的鄰居死去。
10. 女巫：女巫只能使用他的藥劑一次。而且只能指定對象，確切的行為將由投擲狼人遊戲牌盒決定。結果出來後，主持人將大聲宣布使用的是什麼藥劑，但不會宣布其他效果。
  - 蓋子背面向上，盒子正面向上：使用解藥
  - 蓋子背面向上，盒子背面向上：使用解藥，被女巫指定的這名玩家變成普通村民。
  - 蓋子正面向上，盒子正面向上：使用解藥，被女巫指定的這名玩家變成狼人。
  - 蓋子正面向上，盒子背面向上：使用毒藥
11. 丘比特：在丘比特選擇完愛人並且閉眼後，兩名愛人互相確認身分然後閉眼。接著，丘比特重新睜眼並指定其中的一個人及非情侶的另外一個人，他們將成為地下情人，在丘比特閉眼後他們睜眼互相確認身分。接下來的遊戲中，同時與兩個人交往的人稱之為欺瞞者，其愛人稱為被拋棄者，而地下情人則稱之為第三者。
  - 如果欺瞞者死去，那麼另外兩個人都會死。
  - 如果被拋棄者死去，另外兩個人都不會死。
  - 如果第三者死去，那麼欺瞞者將死去。
  - 被拋棄者不再遵從愛人的條約，他可以投票給欺瞞者；當然也可以不投。
  - 欺瞞者和第三者之間不得互相投票。

变体规则七：黑死病
這種玩法通常混於數場普通的狼人遊戲當中。在這種玩法當中，沒有狼人，而且只有主持人知道這件事。每天晚上主持人將會照常進行程序，但不同的是由主持人自己決定當天晚上的受害者（建议出于报复而选择让主持人抓狂的玩家）。受害者的處理按照被狼人處死辦理，而接下來的白天程序也一切正常。遊戲持續下去，直到所有玩家死亡為止。
想要赢得游戏，玩家必须意识到这场游戏的弔詭之處，而玩过此变体规则的玩家要明确指出这是场黑死病，以逃过此劫难。主持人可以在讨论时谨慎地提醒受害者是死于黑死病而非狼人。
变体规则八：狼人崇拜
每个夜晚，狼人们决定一名受害者，那位玩家不会被杀害，而是被催眠，并失去他或他的特殊能力。主持人要轻触被催眠玩家的额头，让他或她知道自己被催眠了，此过程中该玩家的眼睛保持紧闭，在白天，他或她也不能透露被催眠的事实。
当一名被催眠的玩家被处决了，所有被催眠的玩家都会死去。
当场上只剩一名村民没有被催眠时，狼人获得胜利。
变体规则九：新月
在這種遊戲中，將會使用三十六張新月事件卡。每天早上，在宣布完昨晚發生的事件後，主持人將新月事件卡洗牌後抽出一張，並且宣布結果。遊戲將會根據該牌上的文字而產生改變，這個改變通常最多會持續一天一夜；也有部分的牌會改變整場遊戲。
主持人可以根據實際遊戲情況，在遊戲前便取出不符合情境的牌，或者將部分的牌設置為預設規則。
新月事件的持续时间取决于卡片左上角的月相，立即生效的临时效应为满月，稍后生效的临时效应为上弦月，持续效应为新月。
在三十六張新月卡中，有三張牌分別關於前述變體規則三、變體規則六和变体规则八的牌。當抽到這三張牌的時候，主持人可以根據自身考慮，決定是否採行變體規則。變體規則將持續一天一夜。
在三十六张新月卡中，有5张「招魂仪式」卡，一般情况下，抽到招魂卡时，最近死亡的玩家左手边的玩家成为召魂师，所有活着的人手牵着手，召魂师念出卡片上的所有问题。第一位被杀害的玩家将响应召魂师的召唤，召魂师问他其中一个问题，他只能回答「是」或「不是」。
日本地區規則
角色能力有些許變化
- 村人陣營

1. 村人：沒有特殊能力。
2. 占卜師：每晚能占卜一個人，調查是否為狼人。
3. 靈能者（又稱：靈媒師）：每晚能知道前一天被投票處決的玩家是不是狼人。
4. 獵人（又稱：用心棒/守衛）：在晚上選定一個目標防止目標被狼人攻擊。
5. 共有者(雙胞胎)：一場會有兩人，知道彼此是村民的身分。

- 狼人陣營

1. 狼人：一晚殺掉一人。(人類數量少於狼人或與狼人數量一樣就獲勝)
2. 狼教父：僅一次機會感染一人使其下夜加入狼人陣營，原有技能保留。
3. 狂人：狼人的瘋狂粉絲，由於是人類所以占卜師和靈能者的調查結果為村人，幫助狼人給予場上錯誤的資訊加以混亂。(計算數量時被歸在人類)

- 狐妖陣營

1. 狐妖：擁有強大的妖力，不怕狼人的攻擊，但是一被占卜就現出原形，死於占卜師的咒殺；村人或狼人勝利時，若狐妖還活著就會代替勝利的一方獲勝，也就是狐妖勝利，村人和狼人一起輸。(計算數量時不算數)
2. 背德者：狐妖的瘋狂粉絲，與狐妖相識。由於是人類所以占卜師和靈能者的調查結果為村人，幫助狐妖給予場上錯誤的資訊加以混亂。(計算數量時被歸在人類)

中港澳地區規則

## 外部連結
- 介紹網站 （页面存档备份，存于）